# اررین توگنی
اُرُرین توگِنی با نام علمی Orrorrin tugenensis گونه‌ای منقرض‌شده از دودمان انسان است. سنگواره‌های پراکنده‌ای با قدمت ۵٫۶۵ تا ۶٫۲ میلیون سال از این گونه در کنیا به دست آمده‌است. اررین از کهن‌ترین سرده‌های دودمان انسان است و به نیای مشترک انسان و شمپانزه بسیار نزدیک است. با توجه به قدمت، و نیز ناقص‌بودن و پراکنده بودن سنگواره‌های یافت‌شده از اررین و ملاحظاتی دیگر، بعضاً بر سر تعلق اررین به دودمان انسان بحث‌هایی بوده‌است. با این حال مطالعات اخیر نشان داده‌است که اررین روی دو پا راه می رفت و از این رو به دودمان انسان تعلق می‌دارد.

## ریشه‌شناسی
اُرُرین در زبان توگن به معنی انسان اولیه است. توگنی از آن رو بر گزیده شده‌است که سنگواره‌هایش اول‌بار در تپه‌های توگن در کشور کنیا به دست آمده‌است.